# 294 Felicia
294 Felicia este un asteroid din centura principală, descoperit pe 15 iulie 1890, de Auguste Charlois.